# گرماتابی
گرماتابی (انگلیسی: Thermoluminescence) حالتی از تابناکی است که گونه خاصی از مواد بلوری، مانند برخی کانی‌ها از خود نشان می‌دهند. این پدیده وقتی روی می‌دهد که انرژی ناشی از تابش الکترومغناطیسی یا دیگر تابش‌های یوننده که در ماده ذخیره‌شده‌است در اثر گرم کردن ماده باز تابیده‌می‌شود. این پدیده از تابش جسم سیاه متمایز است.

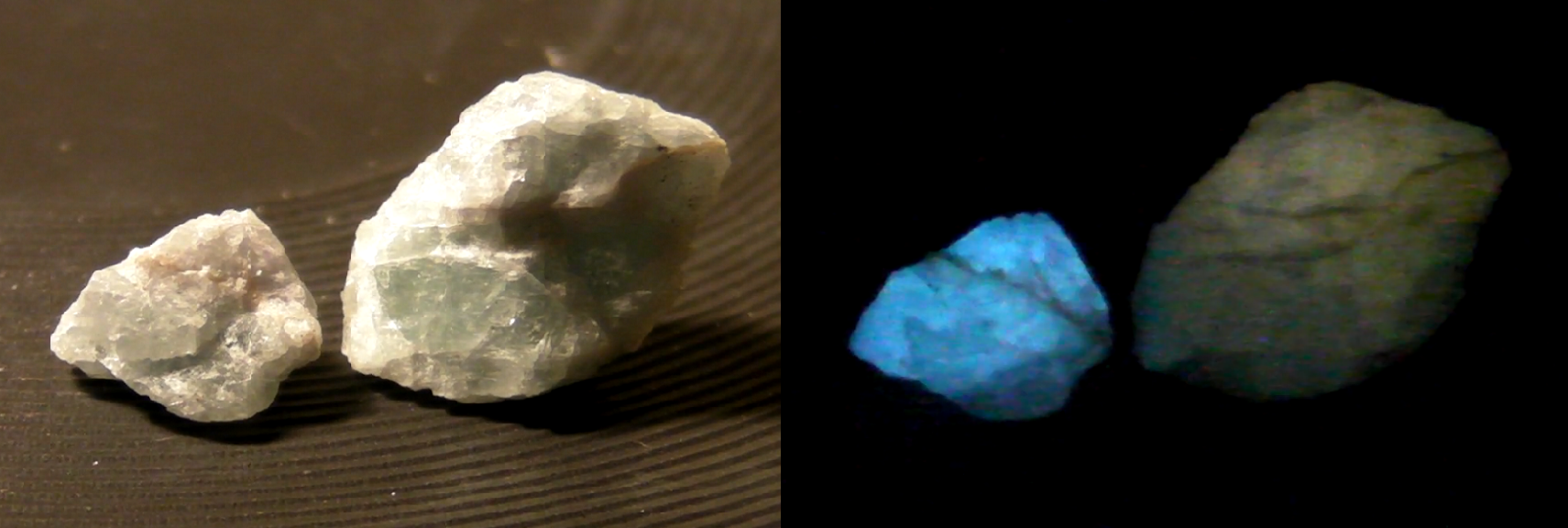
گرماتابی

## فیزیک
تابش‌های پرانرژی در مواد بلوری باعث  برانگیختگی الکترونیکی می‌شوند. در برخی از مواد، این حالتهای برانگیخته برای مدت زمانی بلند توسط آک (deffect)، کاستی‌ها یا نقص‌های شبکه بلوری ماده که باعث گسستگی ارتباط معمولی اندرمولکولی یا اندراتمی شبکه بلوری هستند به دام می‌افتند. از نظر کوانتوم-مکانیک این حالتها، حالتهای ایستای بدون وابستگی رسمی به زمان هستند، با اینحال از نظر انرژی پایدار نیستند. گرما دادن به ماده حالتهای دربند را قادر به تقابل با فونون‌ها می‌سازد، یعنی نوسانات شبکه، تنزل سریع به حالتهای کم انرژی باعث تابش فوتونها می‌شوند.

## استفاده در تاریخ‌گذاری
مقدار تابناکی متناسب با مقدار تابش اولیه دریافت شده‌است. در تاریخ‌گذاری ترمولومینانس از این اصل برای تاریخ‌گذاری اشیاء مدفون که در گذشته حرارت دیده‌اند استفاده می‌شود، به بیان دیگر دز یونیزه کننده‌ای که جسم از عناصر رادیواکتیو موجود در خاک یا پرتو کیهانی دریافت کرده با عمرش متناسب است. این پدیده در دزیمتر تی‌ال‌دیاستفاده می‌شود، وسیله‌ای که حاوی یک چیپ از ماده مناسبی است که میزان دز پرتو دریافت شده توسط فرد یا جسمی را که حامل دزیمتر بوده، نشان می‌دهد.

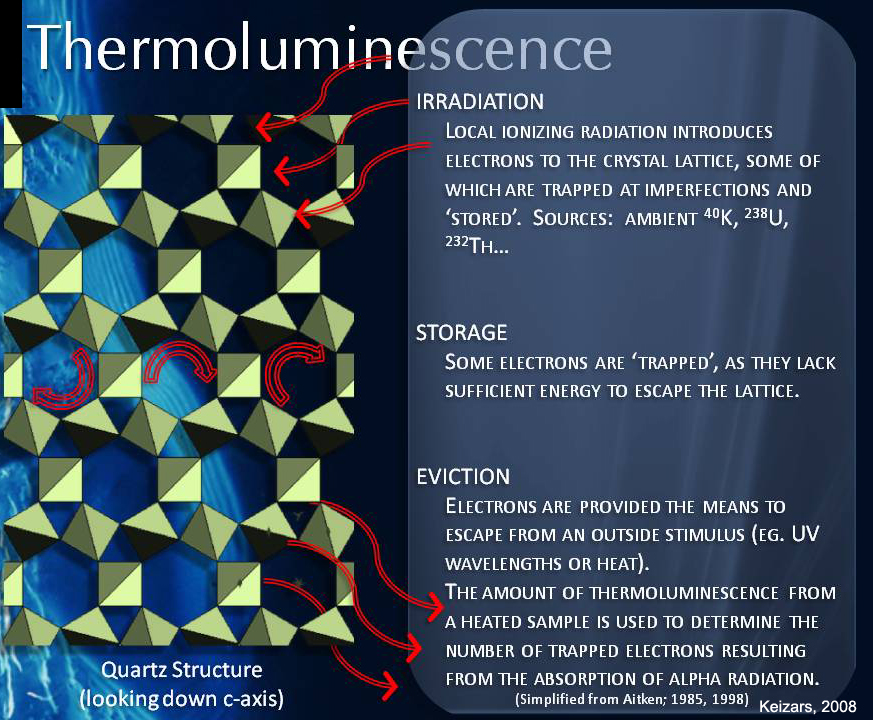
شکل ۱- سه مرحله گرماتابی

گرماتابی یک ابزار متداول در زمین‌گاه‌شناسی برای تاریخ‌گذاری سفالگری یا دیگر مواد باستانی پخته، است. حرارت امضای گرماتابی ماده است (شکل ۱). سن یک جسم را به صورت تجربی از معادله زیر می‌توان محاسبه کرد:
سن=(مجموع کل دز دریافتی از محیط)/(مجموع دز دریافتی در یک سال)